# 다이시마에역
다이시마에역(일본어: 大師前駅, だいしまええき)은 일본 도쿄도 아다치구에 있는 도부 철도 다이시 선의 역이다. 역 번호는 TS 51이다.

## 역사
- 1931년 12월 20일: 개업.
- 1945년 5월 20일: 영업 정지.
- 1947년 5월 21일: 영업 재개.
- 1968년 12월 1일: 간나나도리 확장으로 인하여 이전.
- 1991년 7월: 고가화.
- 2012년 3월 17일: "TS 51"의 역 번호가 설정됨.
- 2015년 3월 27일: 발차 멜로디 도입.

## 역 구조
단선 승강장 1면 1선의 고가역이다.
지상역 시절에는 승차홈과 하차홈이 분리되어 있는 두단식 구조였다.
지상과 승강장을 연결하는 엘리베이터와 상행 전용의 에스컬레이터가 설치되어 진료소 등의 세입자가 입주하는 역 빌딩이 병설되어 있으며 엘리베이터는 노후화 때문에, 2017년 8월 22일부터 11월경까지 사용 불가능하다다.
역 고가 도로 밑을 포함한 구내에는 도부 버스 주오니시아라이 영업소가 병설되었다.
이전의 역은 현재 역의 간나나도리를 넘은 남쪽에 있고, 아치 형태의 출입구가 이어지는 유럽풍의 역사였다.

### 승강장
| 번호 | 노선      | 방향 | 행선            |
| ---- | --------- | ---- | --------------- |
| 1    | 다이시 선 | 상행 | 니시아라이 방면 |

## 역 주변
바로 가까이에 역명의 유래가 되고 있는 니시아라이다이시가 있다.
- 간나나도리
- 경시청 니시아라이 경찰서 다이시마에 파출소
- 아다치 구청 니시아라이 구민 사무소
- 아다치 니시 아라이 우체국
- 도부 스토어
- 오우치 병원
- 니시아라이 병원

## 사진

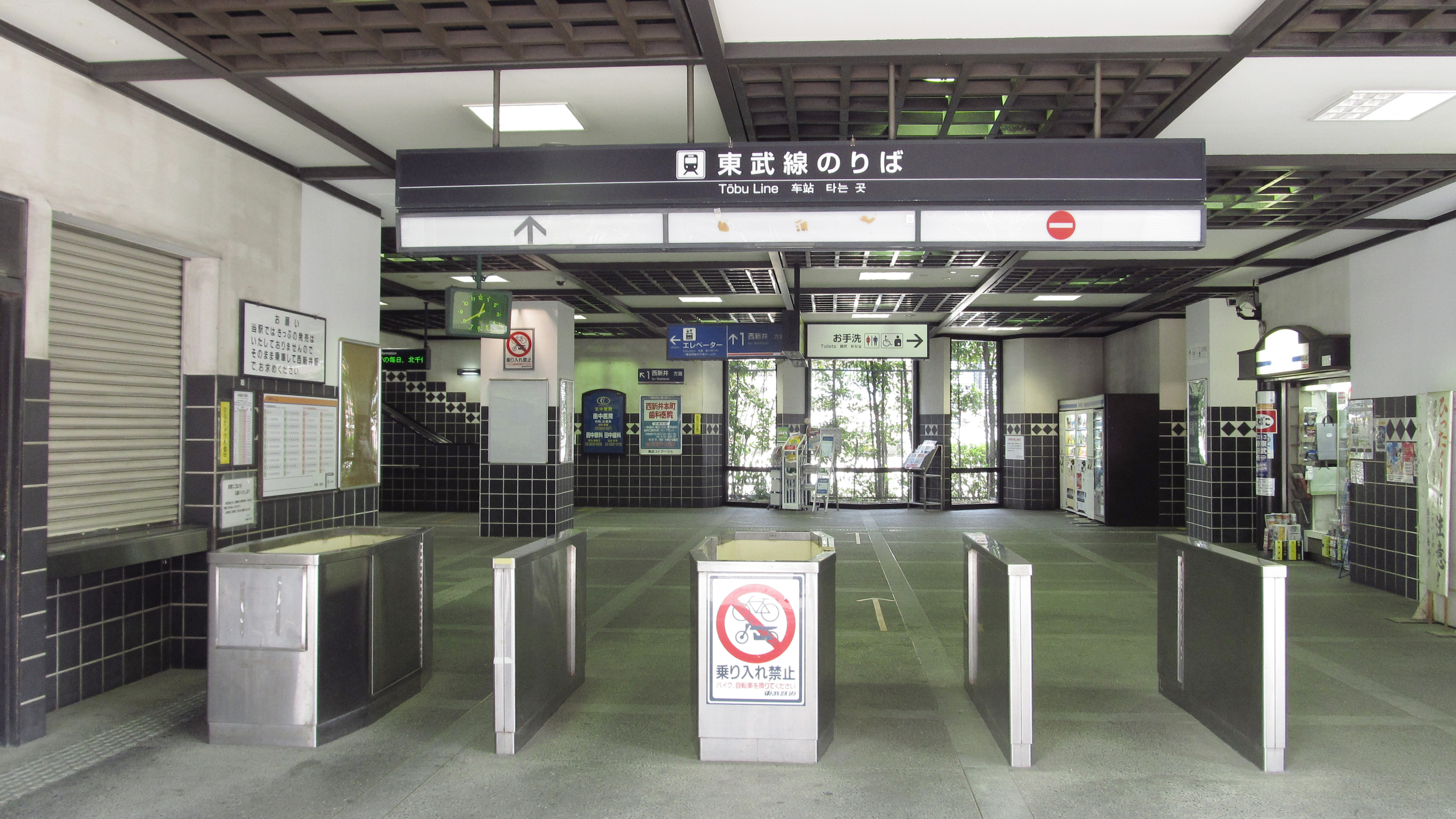
개찰구

## 인접역
| 도부 철도 다이시 선              | 도부 철도 다이시 선 | 도부 철도 다이시 선 |
| -------------------------------- | ------------------- | ------------------- |
| TS 13 니시아라이 니시아라이 방면 |                     | 시·종착역           |